# Parorphula graminea
Parorphula graminea är en insektsart som beskrevs av Bruner, L. 1900. Parorphula graminea ingår i släktet Parorphula och familjen gräshoppor. Inga underarter finns listade i Catalogue of Life.